# Thel
Thel este o comună în departamentul Rhône din sud-estul Franței. În 2009 avea o populație de 310 de locuitori. Din 2016, ea este un delegat comun al noului municipal al Cours.

## Geografie
Thel este situat în inima verde Beaujolais, țară de munte de mijloc. Este un sat predominant rural, situat în orașul Cours, în apropierea orașelor Thizy-les-Bourg și Amplepuis. Cu toate acestea, acestea suferă de atracția aglomerației apropiate din Roanne, în Loire.

## Eraldică
Stema lui Thel este: "Partidul, din nisip, cu cheia de aur și aur, până la un tei sfâșiat de la Vert".

## Evoluția populației
Evoluția numărului de locuitori este cunoscută prin recensămintele populației desfășurate în comuna din 1793. De la 1 ianuarie 2009, populațiile legale ale comunelor sunt publicate anual ca parte a unui recensământ care se bazează acum pe o colecție anuală de informații, care acoperă succesiv toate teritoriile municipale pe o perioadă de cinci ani. Pentru municipalitățile cu mai puțin de 10.000 de locuitori, se efectuează o analiză a recensământului pe ansamblul populației la fiecare cinci ani, în timp ce populațiile legale ale anilor intermediari sunt estimate prin interpolare sau extrapolare. Pentru comună, primul recensământ cuprinzător în cadrul noului sistem a fost realizat în 2004.
În 2013, municipalitatea avea 326 de locuitori, o creștere de 7,24% față de 2008 (Rhône: 5,17%, Franța, cu excepția Mayotte: 2,49%)
| An        | 1975 | 1982 | 1990 | 1999 | 2006 | 2009 |
| --------- | ---- | ---- | ---- | ---- | ---- | ---- |
| Populație | 272  | 278  | 302  | 293  | 293  | 310  |